# Shaxnoza Hatamova
Shaxnoza Hatamova (russisch Шаксноза Хатамова; engl. Transkription Shakhnoza Khatamova; * 6. Dezember 1999 in Fargʻona) ist eine usbekische Tennisspielerin.

## Karriere
Hatamova begann mit acht Jahren das Tennisspielen und bevorzugt Hartplätze. Sie spielt vorrangig Turniere der ITF Women’s World Tennis Tour, konnte aber noch keinen Titel gewinnen.
Bei den meisten Turnieren spielte sie die Qualifikation und erreichte zeitweise die erste Runde des Hauptfelds.

### College Tennis
Sie spielte 2018/19 für die Damentennismannschaft der Aztecs der San Diego State University und ab 2019 bis 2022 für die Gauchos der University of California, Santa Barbara.

## Persönliches
Shaxnoza besuchte die Schule im Ferghana Sport College beim Ferghana Industrial Vocational College. Sie machte ihren Abschluss in Kommunikationswissenschaften an der UC Santa Barbara.